# Hereford United
Hereford United war ein englischer Fußball-Club aus Hereford, der zuletzt in der englischen Conference National, der fünfthöchsten englischen Spielklasse, spielte. Der Spitzname des Clubs lautete The Whites (deutsch die Weißen) oder The Bulls (deutsch die Bullen) nach dem Wappentier des Vereins.

## Geschichte
1924 entstand der Verein aus einer Fusion zweier Amateurclubs aus Hereford, die sich so bessere sportliche Ergebnisse erhofften. Der neu gegründete Verein wurde Mitglied der Birmingham Combination League. 1928 wurde man Mitglied der Birmingham & District League.
Von 1939 bis 1972 spielte Hereford United in der Southern League, in der der Verein zweimal den zweiten Platz erringen und nach der Spaltung in North-Western- und South-Eastern-Southern League zweimal das Finale um die Gesamtmeisterschaft der Southern League erreichen konnte.
1972 erhielt der Club einen Platz in der Football League, was vor allem auf der hervorragenden Leistung im vorausgegangenen FA Cup gründete. Schon im ersten Jahr gelang der Aufstieg aus der Fourth Division in die Third Division, welche man 1976 gewinnen konnte.
Nach nur einem Jahr in der Second Division stieg man allerdings wieder ab und erreichte somit mit der zweithöchsten englischen Spielklasse die bislang höchste Platzierung im englischen Profifußball.
Bis 1979 erfolgte der Wiederabstieg bis in die vierte Liga, ein Wiederaufstieg scheiterte in den Playoffs 1985 und 1996.
Nach finanziellen Problemen erfolgte bereits ein Jahr später der aufgrund der nötigen Spielerverkäufe logisch gewordene Abstieg in den Amateurfußball. Erst spät meldete man sich mit dem 2. Platz in der National Conference und dem damit verbundenen Aufstieg im Profifußball zurück. Dort gelang 2008 sogar der Aufstieg in die drittklassige Football League One, dem jedoch nur ein Jahr später wieder die Rückkehr in die Viertklassigkeit folgte.
Im Jahr 2012 stiegen sie aus dem Profifußball in die fünfte englische Liga, der Conference National, ab.

## Erfolge
- Meister Third Division (heute Football League One): 1976
- Welsh Cup: 1990
- Southern League Cup: 1952, 1957, 1959